# Annín (Dlouhá Ves)
Annín (německy Annathal) je malá vesnice, část obce Dlouhá Ves v okrese Klatovy v Plzeňském kraji. Nachází se asi 2,5 kilometru jižně od Dlouhé Vsi. Annín leží v katastrálním území Nové Městečko o výměře 2,73 km².

## Historie
První písemná zmínka o vesnici nebyla známa.

## Obyvatelstvo
| Rok            | 1869 | 1880 | 1890 | 1900 | 1910 | 1921 | 1930 | 1950 | 1961 | 1970 | 1980 | 1991 | 2001 | 2011 | 2021 |
| -------------- | ---- | ---- | ---- | ---- | ---- | ---- | ---- | ---- | ---- | ---- | ---- | ---- | ---- | ---- | ---- |
| Počet obyvatel | 118  | 153  | 96   | 96   | 110  | 0    | 86   | 0    | 97   | 90   | 81   | 64   | 59   | 71   | 56   |
| Počet domů     | 9    | 13   | 14   | 14   | 14   | 13   | 12   | 0    | 0    | 13   | 11   | 14   | 19   | 25   | 22   |

## Obecní správa
Při sčítání lidu v letech 1850–1899 Annín byl osadou obce Vatětice v okrese Sušice. V následujícím období byla osada úředně zrušena a jako část obce Dlouhá Ves byla obnovena roku 1960 v okrese Klatovy.

## Pamětihodnosti
- Sklárna z roku 1796
- Kostel svatého Mořice – v jádru románský kostel na kopci Mouřenec nad vsí